# Werxhausen
Werxhausen is een dorp in de Duitse gemeente Duderstadt in de deelstaat Nedersaksen. In 1973 werd het dorp bij Duderstadt gevoegd. Werxhausen ligt vlak ten zuiden van Desingerode en 5 km ten westen van de stad Duderstadt.
Werxhausen wordt voor het eerst vermeld in een oorkonde uit 1183.  Het dorp was- met een onderbreking in de 16e eeuw- een van de Raadsdorpen van Duderstadt en kende van de 15e tot in de 19e eeuw veel ellende door oorlogsgeweld, ziekten en andere rampen. Ook moesten veel boeren in het dorp tienden aan de stad (in natura, te weten in kippen) afdragen, en hand-en-spandiensten verrichten, zodat dezen de facto horigen van het stadsbestuur waren. Aan deze misstanden kam in de 19e eeuw een einde. De dorpskerk, gewijd aan St. Urbanus, dateert uit 1744. Het gebouw verving een eerder bouwwerk uit de dertiende eeuw.